# Plesiophrictus senffti
Plesiophrictus senffti là một loài nhện trong họ Theraphosidae.
Loài này thuộc chi Plesiophrictus. Plesiophrictus senffti được Embrik Strand miêu tả năm 1907.